# Museo Casa General Álvaro Obregón (Huatabampo)
La casa es construida en 1895. En 1904 Álvaro Obregón compra la construcción para su primer matrimonio, con doña Refugio Urrea. Por un tiempo fue la única construcción de dos plantas en Huatabampo.
En 1907, fallece doña Refugio por complicaciones de parto, lo que dejó a su hijo y a su hija, Humberto y Cuquita, a cargo de las hermanas del general, Rosa, María y Cenobia. En 1912, siendo presidente municipal estalla la Revolución mexicana;  en esta casa reunió a 150 hombres para llevarlos a la revolución, pero el presidente de Etchojoa, Sonora, le envió a otros 150 hombres, ya que él se encontraba enfermo, reunió a los 300 en el frente del palacio municipal de Huatabampo.
De esta casa parte a la revolución, dejando a cargo de sus hermanas a sus dos hijos.
En 1916 contrae matrimonio, con doña María Tapia, radicando en Navojoa  y permaneciendo sus hermanas en esta casa.
Aplacado el movimiento revolucionario, el 1 de junio de 1919 lanza su manifiesto por la candidatura de la presidencia de la república, iniciando su campaña por Nogales, Sonora.
El 1 de diciembre de 1920 se le toma protesta como presidente de la república, se va a radicar al castillo de Chapultepec, que era la residencia oficial de los presidentes en aquel entonces, quedando la casa a cargo de la familia Díaz.
La finca fue vendida al Banco Nacional de Crédito, Ganadero y Agrícola, Sociedad  Anónima, en 1958. Estando por varios años después el banco cierra sus puertas, y dándole como finiquito la propiedad a Teófilo Villegas, quien fue empleado en dicho banco; por algún tiempo estuvo rentando y prestando la casa a diferentes familias. Así fue deteriorándose y quedando en el abandono.
En 1985 Villegas decide demolerla para construir una nueva vivienda, pero al darse cuenta el presidente municipal de ese tiempo, el doctor Rodolfo Moreno Gámez, habla con el propietario y lo exhorta a que no lo haga, por el valor histórico del personaje de la casa. Habla al gobernador del estado de ese tiempo, doctor Samuel Ocaña García, quien por parte del estado le compra la propiedad en $1,000,000.00 (un millón de pesos) a Teófilo Villegas.
El gobierno del estado comienza la remodelación del inmueble en 1987.

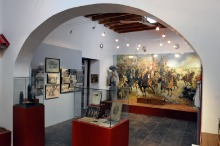
Sala de inicio de la revolución

En 1988 se abren las puertas de la casa como centro cultural con talleres de dibujo, pintura, música y teatro, cuando Manuel de Jesús Reyes era director de Talleres. Se decide que la casa será un museo en honor al General Álvaro Obregón Salido. 
Queda a cargo del inmueble el maestro Emilio López Robles, quien da principio a la investigación y recolección de objetos, datos, y documentos. Interviene por parte de la Dirección Estatal de Museos, la licenciada Ana Silvia Laborín Abascal junto con el profesor Salvador Mendoza Moroyoqui.
En 1995 se decide el montaje, queda a cargo de la licenciada Ana Silvia Laborín el desarrollo del guion museográfico, y a cargo de Manuel de Jesús Reyes el diseño de la museografía. En 1989 se nombra a Manuel de Jesús Reyes director del museo, y se inicia la apertura al público con una muestra de los objetos y documentos recolectados.
En este tiempo en el mes de julio la familia del General Álvaro Obregón decide donar al museo, el último auto que perteneció al expresidente, un  Cadillac modelo 1927 de 8 cilindros en V, en el cual sufrió un atentado, el 13 de septiembre de 1927. Por el ingeniero Segura Vilchis.
El auto permanece en un cubículo construido ex profeso por órdenes de la familia.
Es inaugurado el 17 de febrero de 1995, por el entonces gobernador de estado, Manlio Fabio Beltrones Rivera. Ha funcionado como museo y centro cultural hasta la fecha, y seguirá para las generaciones venideras.
Quedan las salas de la siguiente manera:
Sala 1- Sala introductoria inicios de la revolución.
Sala 2- La revolución
Sala 3- Inicio de campaña a la presidencia de la república.
Sala 4- La barbería. Campaña política y presidencia de la república.
Sala 5. Campaña política y presidencia de la república.
Sala 6. Sala familiar y de reconocimientos.
Recorrido del museo
Introducción
Mucho se ha escrito sobre la historia de la Revolución Mexicana, pero más urgente que el relato de los hechos, es la mención de aquellos hombres quienes con su esfuerzo, decisión y sacrificio, delinearon el ideal de la revolución.
A medida que pasa el tiempo, las mismas circunstancias se han encargado de exaltar las vigorosas figuras que hicieron la revolución, misma que se engrandece en perspectiva histórica mediante la incorporación de personajes y hechos que no deben quedar al margen.
El número de sonorenses que participaron en las contiendas militares que marcharon en las filas sindicales, que abrieron nuevas tierras al cultivo en los valles del río Mayo, río Yaqui y Colorado, ascendieron a miles de hombres y mujeres de todas las edades y estratos sociales.
Fueron todos estos esforzados hijos de Sonora quienes escribieron brillantes capítulos en la historia; a ellos pertenece la revolución.
Al hacerse posible este espacio para incremento del conocimiento histórico y disfrute del visitante, tanto nacional como extranjero, el gobierno del estado de Sonora rescata y habilita el inmueble que habitó a principio de siglo el ciudadano Álvaro Obregón Salido, quien se convertiría en el caudillo invicto de la revolución mexicana.
Durante el movimiento armado que inició el exmandatario Pascual Orozco en marzo de 1912. Álvaro Obregón inicia su carrera militar.
Una síntesis de rasgos humanos, aspectos anecdóticos de su vida, juicios sobre su valor y visión de estratega en los campos de batalla; recuento de algunas de sus grandes determinaciones sociales y políticas al frente del Gobierno de la República, constituyen la mayor parte del acervo de este museo.
Planta baja
Al inicio del recorrido el visitante se encontrará con datos que lo introducen al ambiente de lo que era Huatabampo y Álvaro Obregón al iniciarse el siglo XX, así como las circunstancias que lo obligaron a convertirse de esforzado agricultor en incipiente político y posteriormente en militar.
Seguidamente se exponen las condiciones que privaban durante la campaña revolucionaria y algunas históricas fotografías de los principales combates y sus protagonistas; imágenes de los dramáticos momentos cuando después de recibir una casi mortal herida, sufre la amputación de su brazo derecho, no faltan las menciones de cómo se iba formando la institucionalidad del país hasta culminar con la Promulgación de la Carta Magna de 1917 y el ascenso de Venustiano Carranza a la primera magistratura del país.
Durante el recorrido se destaca el momento cuando Obregón decide regresar a Sonora, para dedicarse nuevamente a la producción de la generosa tierra que lo vio nacer y otras actividades agrícolas paralelas.
No se puede ignorar el episodio en que decide lanzar su candidatura independiente a la presidencia de la república, mediante un vigoroso manifiesto que lanza el año de 1919 en Nogales, Sonora. posteriormente la campaña, que inobjetablemente lo coloca como la mejor opción para sacar al país de la incierta situación en el que se encontraba, teniendo como contrincante al también sonorense Ignacio Bonillas.
La muerte de Venustiano Carranza, el breve período de otro sonorense, don Adolfo de la Huerta, el ejercicio de la presidencia, sus prioridades durante este periodo, otros hechos históricos se ilustran en las siguientes salas.
En el centro del patio, en un sitio especial, se encuentra el automóvil en el que viajaba el presidente Obregón cuando fue objeto de un atentado que perpetró el ingeniero Segura Vilchis; el artefacto que se hizo estallar contra el vehículo causó daños impresionantes; las puertas del lado izquierdo muestran las huellas de la reparación.
Planta alta
En la parte superior del inmueble se concentra lo relativo a la campaña de 1927 para obtener por segunda ocasión la presidencia de la república, una vez concluido el período constitucional del sonorense Plutarco Elías Calles (1924-1928). Ya con el carácter de presidente reelecto, es arteramente asesinado por un oscuro fanático, que lo acechaba durante el banquete que le ofrecía la diputación Guanajuatense en el restaurante "La Bombilla", en San Ángel, D.F., cumpliéndose así lo que el mismo Álvaro Obregón había predicho.. . moriré cuando haya alguien que decida cambiar su vida por la mía....
En el transcurso del recorrido se pueden admirar, además del acervo fotográfico y documental, dioramas, frases que pronunció en diferentes momentos y circunstancias, créditos de agradecimientos, objetos personales, cedulario de escritura, reconocimientos y algunos regalos que le fueron entregados al general Obregón, muchos de estos han sido donados por familias de Huatabampo, Navojoa, Ciudad Obregón y Hermosillo.